# سیک (لوئیزیانا)
سیک (به انگلیسی: Sikes) شهری در ایالت لوئیزیانا کشور ایالات متحده آمریکا است که جمعیت آن در سرشماری سال ۲۰۱۰ میلادی، ۱۱۹ نفر بوده‌است.